# Herma Albertson Baggley
Herma Albertson Baggley (1896–1981) fue una guarda parques, naturalista, autora y maestra estadounidense. En 1931, se convirtió en naturalista a tiempo completo en el Servicio de Parques Nacionales en el parque nacional de Yellowstone, la primera mujer en ocupar el cargo. Es coautora de Plants of Yellowstone National Park, publicado en 1936 y todavía en uso en 2019.

## Primeros años y carrera
Herma Geneva Albertson nació el 11 de octubre de 1896 en Inwood, Iowa. Vivió en Iowa hasta el octavo grado, luego se mudó al sur de Idaho con su familia durante dos años. En 1915, se graduó de la escuela secundaria en Blackfoot, Idaho y se convirtió en maestra de escuela primaria para el distrito escolar de Blackfoot.
En 1921 se matriculó en la Universidad de Idaho, donde se especializó en botánica y se especializó en filosofía. Regresó a la docencia durante el año escolar de 1922 a 1923, pero luego reanudó sus estudios y fue elegida miembro de las sociedades de honor Phi Beta Kappa y Sigma Xi. Luego trabajó como maestra de escuela durante unos años antes de regresar a la Universidad de Idaho para obtener su maestría. Se graduó en 1929 y se convirtió en instructora en la Universidad de Idaho. Durante los dos veranos siguientes, trabajó como empleada temporal en Old Faithful en el parque parque nacional Yellowstone en 1929 y 1930, ayudando a diseñar el primer sendero a Old Faithful. Impartía conferencias y charlas guiadas con regularidad, que en ocasiones atraían a cientos de personas. En 1931  fue contratada por el Servicio de Parques Nacionales como naturalista a tiempo completo en Yellowstone, la primera mujer en ocupar el cargo.
Trabajando durante siete años en su posición de naturalista, fue autora de unos viente artículos, y en 1936 fue coautora, con Walter B. McDougal, Plants of Yellowstone National Park, viajando a Washington D. C. para presentar el trabajo en el Departamento del Interior de los Estados Unidos. Plants of Yellowstone se ha seguido imprimiendo durante décadas; un aviso de 1973 decía: 
No permita que el título de este delicioso libro sobre flores silvestres y otras plantas nativas lo engañe, el alcance del tema se extiende mucho más allá de los límites del Parque. Una referencia maravillosa ya sea que esté caminando por el oeste de Boulder o conduciendo por el Parque Nacional Glacier.
Baggley también jugó un papel decisivo en la mejora de las condiciones de vida de los empleados del parque y sus familias, defendiendo que la provisión de viviendas mejoradas y otros beneficios ayudaría al parque a reclutar personal mejor calificado. Su trabajo también fomentó el empleo de más mujeres en el NPS.

## Vida personal
En 1931, se casó con George F. Baggley, quien fue el principal guardaparque de Yellowstone desde 1929 hasta 1935. Tuvieron una hija. En 1969 se retiraron a Boise, donde también vivía un hermano suyo, en 1968, mudándose de Omaha, Nebraska. También habían vivido en Washington D. C. y durante dos años en Jordania y Turquía para la Agencia de los Estados Unidos para el Desarrollo Internacional.
Baggley murió en 1981.

## Legado
La Universidad de Idaho ofrece una beca a su nombre, la Beca Herma Albertson Baggley para estudiantes universitarios con especialización en ciencias biológicas. La beca para graduados George F. y Herma A. Baggley de la Universidad Estatal de Colorado. Sus trabajos se encuentran en el Centro de Recursos y Patrimonio de Yellowstone en Gardiner, Montana. Hacia 2019, su libro Plants of Yellowstone National Park todavía estaba en uso.